# Berufsgenossenschaft für Gesundheitsdienst und Wohlfahrtspflege
Die Berufsgenossenschaft für Gesundheitsdienst und Wohlfahrtspflege (BGW) ist Trägerin der gesetzlichen Unfallversicherung für nichtstaatliche Einrichtungen im Gesundheitsdienst und in der Wohlfahrtspflege. Die BGW gehört zu den gewerblichen Berufsgenossenschaften und erfüllt als Körperschaft des öffentlichen Rechts ihre gesetzlich übertragenen Aufgaben in eigener Verantwortung unter staatlicher Aufsicht. Sie ist Mitglied im Spitzenverband Deutsche Gesetzliche Unfallversicherung. Die BGW hat zwölf Standorte in Hamburg, Delmenhorst, Berlin, Bochum, Hannover (Außenstelle der Bezirksstelle Magdeburg), Köln, Magdeburg, Dresden, München, Karlsruhe, Mainz und Würzburg. Die Hauptverwaltung befindet sich in Hamburg.

## Versicherte Branchen
Über die Berufsgenossenschaften sind jeweils Angehörige bestimmter Branchen versichert. Die BGW ist für fast 9,3 Millionen Versicherte in rund 660.000 Unternehmen zuständig (Stand: 2023). Bei der BGW versicherte Branchen:
- Beauty und Wellness
- Beratung und Betreuung
- Bildung
- Friseurhandwerk
- Kinderbetreuung
- Humanmedizin
- Kliniken
- Pflege
- Pharmazie
- Berufliche Rehabilitation und Werkstätten
- Schädlingsbekämpfung
- Therapeutische Praxen
- Tiermedizin
- Verwaltung
- Zahnmedizin

## Organisation

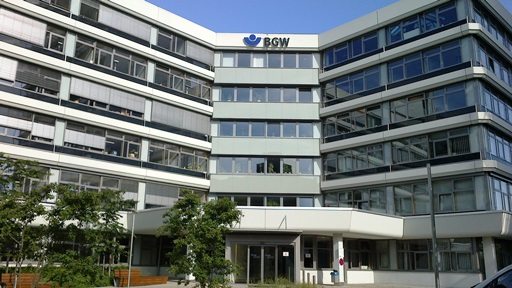
Hauptverwaltung der Berufsgenossenschaft für Gesundheitsdienst und Wohlfahrtspflege in der Pappelallee, Hamburg

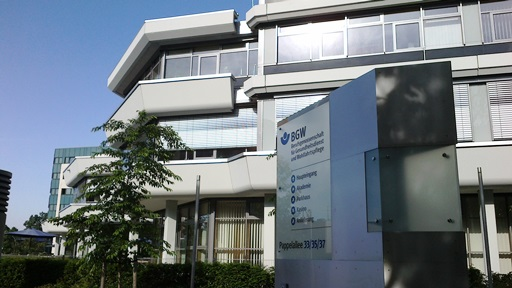
Weitere Ansicht des BGW-Gebäudes

Seit 1947 ist der Sitz der Hauptverwaltung in Hamburg. Die BGW ist bundesweit mit elf Bezirksverwaltungen vertreten, in denen die Versicherungsfälle der regionalen Mitgliedsbetriebe betreut werden. Außerdem verfügt die BGW über zwölf Bezirksstellen (inklusive einer Außenstelle), in denen der regionale Präventionsdienst (Aufsichtspersonen) tätig ist. Dieser arbeitet mit den Mitgliedsbetrieben bei der Verhütung von Arbeitsunfällen, Berufskrankheiten und arbeitsbedingten Gesundheitsgefahren zusammen. Die BGW betreibt zehn Schulungs- und Beratungszentren, zwei Akademien und das studio78 für die Unterstützung des Friseurhandwerks bei Trends, Prävention und Hautschutz.
Ihre Organe sind die Vertreterversammlung sowie der Vorstand. Beide sind paritätisch mit Vertretern der Arbeitgeber und der Versicherten besetzt. Für das laufende Geschäft zeichnet der Hauptgeschäftsführer verantwortlich.
Die BGW verzeichnete 2022 insgesamt 75.781 Arbeitsunfälle und 35.402 Wegeunfälle mit Meldepflicht, das heißt, dass eine über drei Tage hinaus gehende Arbeitsunfähigkeit vorlag. Von den 237.828 meldepflichtigen Anzeigen auf Verdacht einer Berufskrankheit entfiel der größte Anteil auf Infektionserkrankungen (rund 227.496 COVID-19-Fälle). Dahinter folgten Haut- sowie Wirbelsäulenerkrankungen.

## Geschichte
Die BGW wurde 1929 in Berlin gegründet. Sie ist die jüngste Berufsgenossenschaft Deutschlands. 1945 wurde durch Einführung der Einheitsversicherung in der sowjetisch besetzten Zone die Verwaltung in Berlin geschlossen. 1946 wurde die BGW in Hamburg neu gegründet und war ab 1950 in Westdeutschland als eigene Berufsgenossenschaft wieder verfügbar.
In den 1970er Jahren versäumte die BGW aktuelle Entwicklungen und arbeitete mit zu wenig Personal sowie veralteter Ausstattung. Daraus ergaben sich lange Bearbeitungszeiten und Rückstände. Deshalb wurde die BGW 1982 in einer Sonderprüfung durch das Bundesversicherungsamt „scharf“ kritisiert. In den Folgejahren reformierte sich die BGW. Unter anderem erhielt sie eine neue Geschäftsführung, richtete Bezirksverwaltungen und Bezirksstellen ein und zog 1987 in ein neues Hauptverwaltungsgebäude. Dabei wurde ein modernes EDV-System etabliert. Im Zuge der deutschen Wiedervereinigung wurde die Zuständigkeit der BGW auf die neuen Bundesländer ausgeweitet. Die BGW definiert ihre Arbeitsschwerpunkte jeweils für den sechs Jahre währenden Zeitraum zwischen den Sozialwahlen.

## Aktionen
- Als Partner der  Special Olympics Deutschland fördert die BGW seit Anfang 2021 die Inklusion im Sportbereich. SOD ist die deutsche Organisation der weltweit größten, vom Internationalen Olympischen Komitee offiziell anerkannten Sportbewegung für Menschen mit geistiger und mehrfacher Behinderung. Durch Sport verhilft SOD Menschen mit geistiger Behinderung zu mehr Anerkennung, Selbstbewusstsein und Teilhabe am gesellschaftlichen Leben.[7]
- Die Reihe BGW forum bietet eine Veranstaltungsreihe zum Gesundheitsschutz im Betrieb.[8]
- Mit einer Serie an Fotowettbewerben thematisiert die BGW bedeutende gesellschaftliche Themen. 2023 konnte man im Rahmen der Ausschreibung Mensch - Arbeit - Zukunft Fotos aus der Kindertagespflege und Kinderbetreuung einreichen. 2017 und 2021 ging es unter dem Motto Mensch - Arbeit - Handicap um die gesellschaftliche Teilhabe von Menschen mit Behinderungen. 2019 wies der Wettbewerb Mensch - Arbeit - Alter auf die Würdigung des Pflegeberufs in der Arbeitswelt hin.[9]
- Im Rahmen der gemeinsamen Präventionskampagne kommmitmensch der Berufsgenossenschaften und Unfallkassen sowie der DGUV leistete die BGW von 2017 bis 2022 eigene Beiträge. Die Aktion wurde abgelöst durch das Thema "Für starke Unternehmen".[10]
- Die BGW beteiligt sich an der Gemeinsamen Deutschen Arbeitsschutzstrategie für die Pflegebranche. Die Ziele sind, eine Präventionskultur in der Pflege zu entwickeln und die Gesundheitskompetenz der Unternehmen zu fördern. In Pflegeberufen sollen vorrangig Anzahl und Schwere von Muskel-Skelett-Erkrankungen (MSE) in Verbindung mit psychischen Belastungen gesenkt werden.[11]
- Als Partner der Offensive Psychische Gesundheit möchte die BGW die Gesellschaft für mehr Offenheit im Umgang mit Belastungsstörungen sensibilisieren.[12]
- Zu unterschiedlichen Schwerpunkten forscht bei der BGW ein Expertenteam mit verschiedenen fachlichen Ausrichtungen. In Kooperation mit berufsgenossenschaftlichen und freien Forschungseinrichtungen werden Studien durchgeführt. Die Erkenntnisse fließen in Unterstützungsangebote der BGW ein.[13]
- Krankheiten des Muskel-Skelett-Systems sind die zweithäufigste Ursache für eine frühzeitige Verrentung. Ziel des Arbeitsprogramms Muskel-Skelett-Belastungen (MSB) ist es, die Arbeitswelt im Hinblick auf MSB sicher und gesund zu gestalten und die Gefährdungen für Rücken, Muskeln und Gelenke am Arbeitsplatz frühzeitig zu erkennen und durch geeignete Maßnahmen zu senken. Auf dem Portal gdabewegt.de bietet die BGW ein zentrales Angebot des Arbeitsprogrammes MSB für Unternehmen, Beschäftigte sowie betriebliche Akteure.[14]